# 미나미구 (후쿠오카시)
미나미구(일본어: 南区)는 일본 후쿠오카현 후쿠오카시를 구성하는 7개 구 중 하나이다.

## 지리
이름에서 보이듯이 후쿠오카시 남부에 위치하고 후쿠오카시 이외의 자치체로는 가스가시 및 나카가와정과 접한다. 대부분이 주택지이다. 구의 중심은 구청과 서일본 철도 덴진오무타선 오하시역이 있는 오하시 지구로 이 지역은 상업지이다. 북서부의 주오구와의 구 경계에는 고노스산(100.5m)이 있고 이 산의 주변은 고급 주택지가 있다. 서남부의 가시하라·히노하라 지구는 아부라야마산(597m)의 중턱에서 기슭에 걸쳐 펼쳐져 있다. 이 아부라야마산은 시민의 휴식 장소가 되고 있다. 이 산에서 히이강이 대체로 북쪽으로 흐르고 있다. 후쿠오카시에서는 조난구와 함께 바다와 접하지 않는 2개 구 중 하나이기도 하다.

## 역사
야마토 시대에는 조정의 파견 기관인 지쿠시 관가가 구내의 미야케 지구에 있었다고 여겨진다. 구역은 일찍이 미야케촌·오사촌은 독립된 자치체였지만 후쿠오카시에 편입되었다.
1950년경까지는 논이 펼쳐진 취락이었지만 후쿠오카시의 인구 증가로 주택 개발이 이루어지며 급속히 발전했다. 1972년 4월 1일 후쿠오카시가 정령지정도시가 되었을 때 행정구로 미나미구가 발족했다.

## 교통

### 철도
- 규슈 여객철도 가고시마 본선
- 서일본 철도 덴진오무타선

### 도로
- 후쿠오카 고속도로
- 국도 385호선
- 후쿠오카 외환상도로(국도 202호선)